# VIII. Ptolemaiosz
VIII. Ptolemaiosz (II.) Euergetész (görögül Πτολεμαίος Ευεργέτης, Kr. e. 182 – Kr. e. 116. június 28.), az ókori Egyiptom nyolcadik királya a Ptolemaidák közül. Uralkodott Kr. e. 164–163 között, majd Kr. e. 144-től haláláig (Kr. e. 131-ben felesége elűzte és csak Kr. e. 127-ben tudott visszatérni országába), V. Ptolemaiosz és Kleopátra Szüra kisebbik gyermeke volt. Előnytelen testalkata miatt Phüszkónnak (Φύςκων, azaz Kövér) gúnyolták, zsarnoki viselkedésével pedig kiérdemelte a Kakergetész (Κακεργέτης, azaz Gonosztevő) melléknevet.

## Hatalomátvételi kísérletek

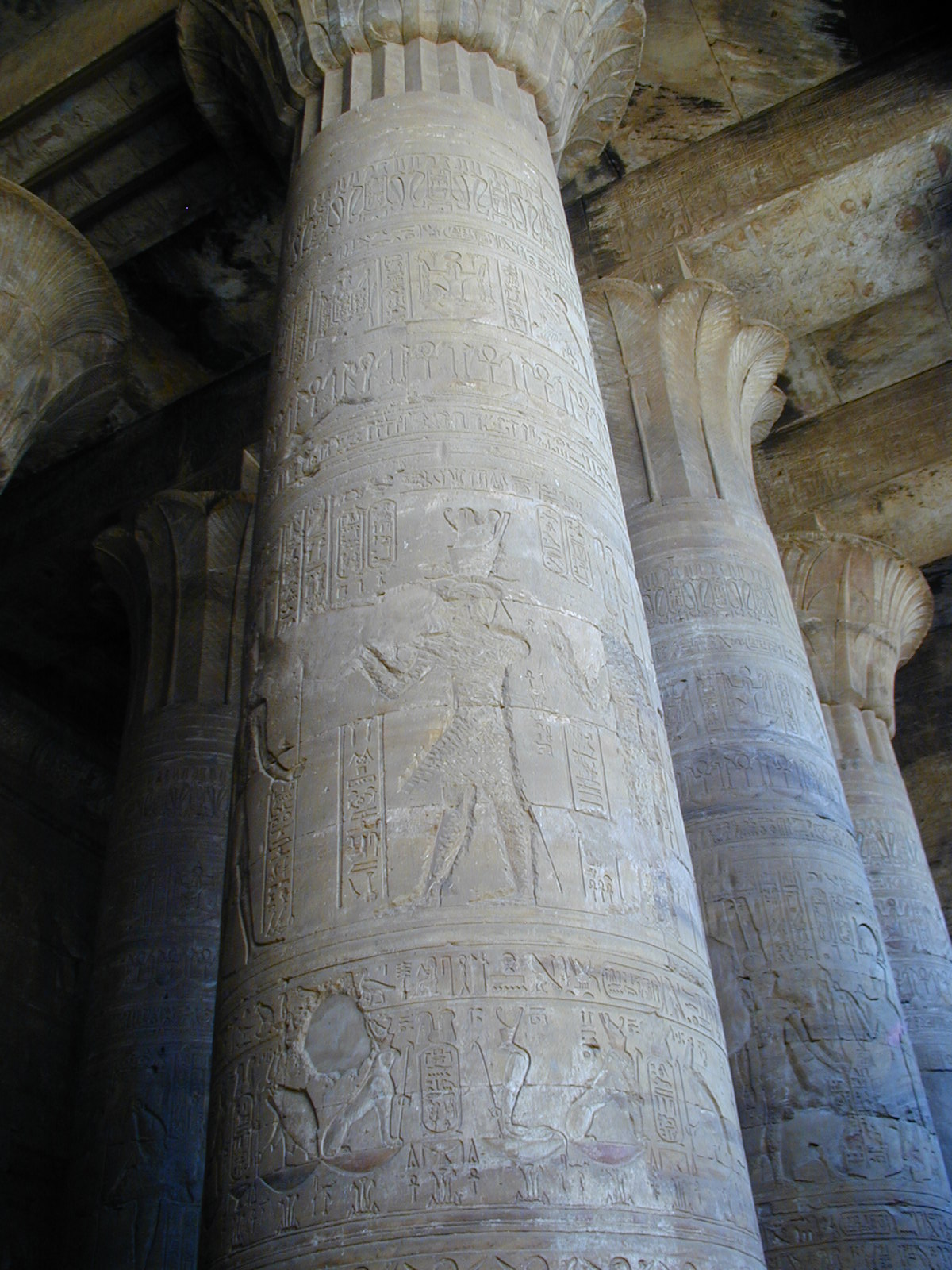
Az edfui Hórusz templom VIII. Ptolemaiosz alatt épült pronaosza

Atyja Kr. e. 180-as halála után fivére, VI. Ptolemaiosz örökölte az egyiptomi trónt. Öccse először a Kr. e. 170-ben kitörő VI. szíriai háborúban hallatott magáról. Amikor IV. Antiokhosz Epiphanész, a Szeleukida Birodalom királya elfoglalta Memphiszt, és befolyása alá vonta VI. Ptolemaioszt, Alexandriában tartózkodó öccse a vereségen felháborodott helyiek támogatásával nyomban uralkodóvá és Euergetésszé („Jótevő”) nyilvánította magát. (Az első e néven uralkodó Ptolemaiosz III. Ptolemaiosz volt, VI. és VIII. Ptolemaiosz dédapja.) Antiokhosz sikertelenül ostromolta meg Alexandriában, ráadásul a Római Köztársaság közbenjárására történt kivonulása után a két fivér azonnal megbékélt. Antiokhosz következő ostromát már társuralkodókként állták ki Alexandriában. Ezúttal is a rómaiak fenyegető fellépése mentette meg őket, immár a háború lezárását előidézve.
A két testvér nem sokáig viselte el egymást. VIII. Ptolemaiosz Kr. e. 164-ben elzavarta bátyját, aki Rómába menekült, és a következő évben római követek társaságában tért vissza. Addigra öccse már felettébb népszerűtlenné vált, így kénytelen-kelletlen beleegyezett, hogy a királyságból kiszakított Kürénét kapja meg saját jussának. Hamarosan azonban ez sem volt neki elég. Számos követséget indított Rómába, és Ciprus szigetét is magának követelte. A köztársaság támogatta szándékait, de csak diplomáciai úton volt hajlandó foglalkozni az üggyel. VI. Ptolemaiosz természetesen nem mondott le a szigetről, a római követekkel pedig igen udvariasan bánt, de engedményeket nem tett nekik.
Öccse már azon volt, hogy akár római támogatás nélkül is lerohanja Egyiptomot, de végül egy kürénéi lázadás visszatartotta ettől. Ezután arra a gondolatra jutott Kr. e. 154-ben, hogy magát Ciprust szállja meg. Fivére azonban értesült szándékairól, és komoly flottával és hadsereggel várta. VIII. Ptolemaiosz vereséget szenvedett, fogságba esett, de fivére ismét megbocsátott neki, és visszaküldte Kürénébe; néhány év múlva pedig legidősebb fiát, Ptolemaiosz Eupatórt nevezte ki a sziget élére. Úgy tűnik, Euergetész ezután belenyugodott helyzetébe bátyja Kr. e. 145-ben bekövetkezett haláláig.

## Uralkodása
Fivére egy fiúgyermeket hagyott maga után, VII. Ptolemaioszt, aki anyjával, II. Kleopátrával közösen uralkodott (elképzelhető, hogy csak Cipruson). VIII. Ptolemaiosz viszont nem késlekedett átvenni a hatalmat. Kleopatrát, aki nem csak sógornője, hanem testvére is volt, erőszakkal feleségül vette, és hamarosan meggyilkoltatta unokaöccsét. A családi helyzetet tovább bonyolítva Kr. e. 142-ben Kleopatra és VI. Ptolemaiosz lányát, a saját unokahúgát, III. Kleopatrát is feleségül vette, és attól kezdve közösen kormányoztak.
A családi kör nem bizonyult túlzottan hatékonynak, végül Ptolemaiosz terrorisztikus zsarnoksága, amellyel kiérdemelte a Kakergetész („gonosztevő”) melléknevet, és alattvalóit sújtó kegyetlenségei Alexandriában felkelés kirobbanásához vezettek, melynek hátterében II. Kleopátra, a testvér-királyné állt. Ptolemaiosznak Kr. e. 131-ben menekülnie kellett, de bosszúból közös gyermekük, Memphitész kettévágott holttestét küldte el feleségének születésnapi ajándékba Ciprusról. Az eset csak még jobban felkorbácsolta az ellene irányuló népharagot. Kleopatra azonban hibát követett el, mert a Szíriára redukálódó Szeleukida Birodalmat uraló II. Démétriosz Nikatórtól kért segítséget. Az egyiptomiak ezt nem tűrték, így az évek óta emigrációban levő Ptolemaiosz visszatérhetett, és Kr. e. 124-ben megtörtént a családi megbékélés.
Úgy tűnik, a kicsapongásainak köszönhetően igen elhízott uralkodó a továbbiakban változtatott politikáján, még az alexandriai lázadók vezérét, Marszüaszt sem végeztette ki. Uralkodása végéig már nem is hallunk elégedetlenkedésekről.
Ebben az időben Ptolemaiosz aktív külpolitikát folytatott. Míg felesége-nővére ellene lázadozott, Démétriosszal szövetkezett, aki támadást is indított Egyiptom ellen, de csapatai elégedetlensége miatt Pelusiumnál kénytelen volt visszafordulni. Az egyiptomi király eltökélte, hogy bosszút áll. II. Alexandrosz Zabinasz személyében trónkövetelőt állított, aki támogatásával el is nyerte a trónt. Alexandrosz hálátlannak bizonyult Ptolemaiosszal szemben, aki ezért Démétriosz fia, VIII. Antiokhosz Grüposz mellé állt, biztosítva számára a trónt. A továbbiakban béke honolt Egyiptom és Szíria között. Rómával kezdettől fogva jó viszonyt ápolt, többek között az ifjabb Scipio követjárását is nagy tisztelettel fogadta.

## Kultúrpolitika

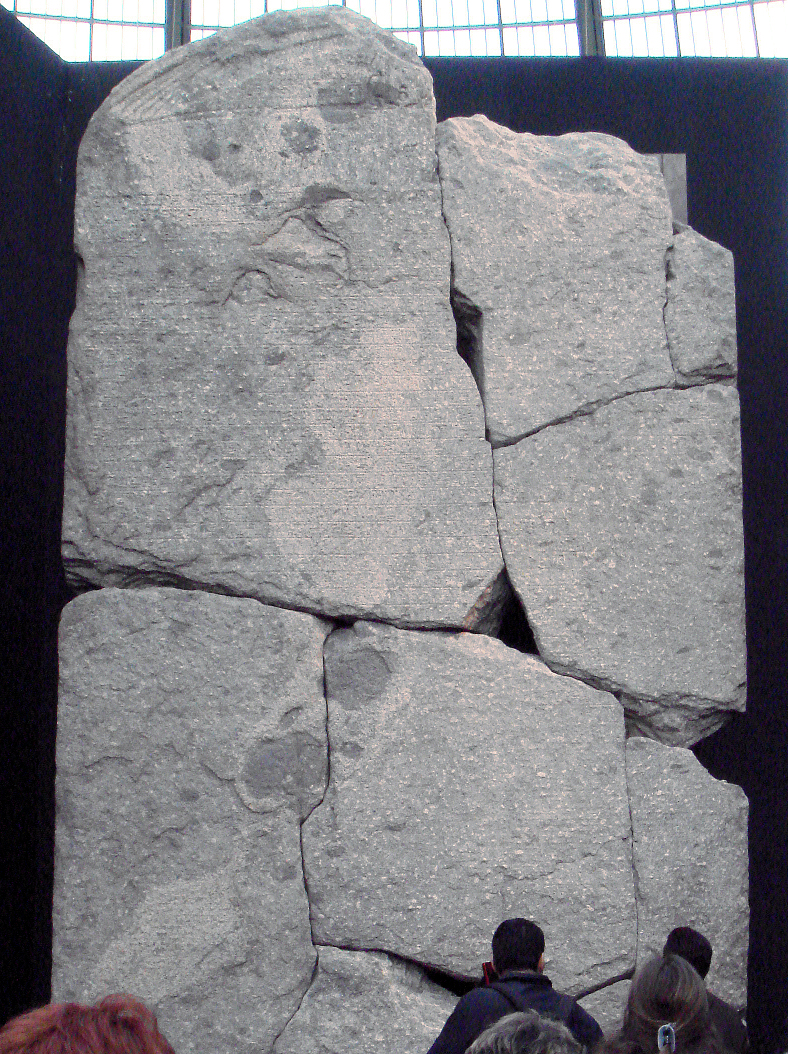
VIII. Ptolemaiosz önmagát dicsőítő sztéléje, mely hieroglifákkal és görög nyelven íródott

Ptolemaiosz minden bűne és kicsapongása ellenére örökölte elődei művészetpártoló hajlamait – igaz, uralkodása első szakaszában a tudósok inkább elhagyták Egyiptomot, mintsem odaáramlottak volna. Mindennek megvolt az a pozitív hatása, hogy az alexandriai tudomány megjelent a Földközi-tenger többi térségében is. Arisztarkhosz, a neves grammatikus neveltjéről azt is tudjuk, hogy 24 könyvből álló „Emlékiratokat” írt, azonban ebből oly kevés töredék maradt fenn, hogy nem tudjuk felmérni jelentőségét. Állítólag ő volt az, aki megtiltotta a papiruszkivitelt Egyiptomból, irigykedve Pergamon kulturális fejlődésére, de az anatóliai királyságban erre feltalálták a pergament.

## Utódlása
Memphitész földarabolása után II. Kleopatrától nem maradt gyermeke, unokahúgától, III. Kleopatrától azonban több is: két fiú, a későbbi IX. Ptolemaiosz és X. Ptolemaiosz, valamint három Kleopatra nevű leány: IV. Kleopatra, IX. Ptolemaiosz felesége, valamint Kleopatra Trüphaina, VIII. Antiokhosz felesége, és Kleopatra Szeléné, aki IX. Ptolemaiosznak, illetve VIII., IX. és X. Antiokhosznak egyaránt felesége lett.
VIII. Ptolemaiosz III. Kleopatrára hagyta a trónt azzal a kikötéssel, hogy IX. Ptolemaiosszal kell megosztoznia a hatalmon. (Ez később gondokat okozott, és az újabb testvérharc még jobban meggyengítette Egyiptomot.) Az egyiptomi királynak egy törvénytelen fia is volt, Ptolemaiosz Apión, aki Kürénét örökölte.